# Stanisław Szczepanowski
Stanisław Antoni Szczepanowski (ur. 12 grudnia 1846 w Kościanie, zm. 31 października 1900 w Nauheim) – polski ekonomista, chemik, inżynier, przedsiębiorca naftowy, od 1886 poseł do parlamentu austriackiego, od 1889 do Sejmu Krajowego galicyjskiego.

## Życiorys
Syn Jana Władysława i Wandy z Poplińskich. Ojciec, ur. w 1813 w Nagłowicach, pow. Jędrzejów, ukończył gimnazjum w Krakowie i prawo na Uniwersytecie Jagiellońskim ze stopniem doktora. Miał trzy siostry: Teofilę Smoluchowską (matkę fizyka Mariana Smoluchowskiego), Benignę Wolską i Marię Jarecką. Pradziadek był członkiem Konfederacji Barskiej, potem w nieznanych okolicznościach stracił majątek.
Stanisław Antoni Szczepanowski uczęszczał w latach 1854–1857 do gimnazjum w Chełmnie i w latach 1857–1862 do szkoły realnej w Wiedniu. Po jej ukończeniu pracował z ojcem w latach 1862–1864 w Oraviczy w Banacie przy budowie kolei. W latach 1864–1867 studiował na wydziale ogólnotechnicznym Politechniki Wiedeńskiej. W latach 1867–1869 studiował chemię i ekonomię w École Centrale des Arts et Manufactures w Paryżu, a w 1869–1871 technologię chemiczną i ekonomię w Londynie, gdzie uzyskał dyplom inżynierski.
W Londynie utrzymywał się początkowo z pracy w prywatnym laboratorium analitycznym, a potem pracował w latach 1870–1879 jako urzędnik wydziału przemysłu i handlu Ministerstwa dla Spraw Indii (India Office). Pracował dla tego ministerstwa m.in. w eksperymentalnej dla Indii przędzalni bawełny w Manchesterze, potem poznawał przędzalnictwo lnu i konopi we Włoszech i studiował w Akademii Mleczarskiej w Mediolanie. We Francji zwiedzał fabryki włókiennicze i przemysłu rolno-spożywczego. Dokładnie poznał przemysł i mechanizmy gospodarcze Anglii, Szkocji i Walii. Badał też systemy podatkowe niektórych krajów europejskich i pozaeuropejskich (np. Persji). W 1877 przyjął obywatelstwo Anglii i zachował je do 1889. W 1878 zaproponowano mu, jako ekspertowi do spraw Indii, wspólną podróż do tego kraju z brytyjskim następcą tronu (późniejszym królem Edwardem VII), jednakże odmówił i w 1879 przeniósł się do Galicji.
W Galicji włączył się intensywnie do budowy przemysłu naftowego. W 1879 założył własną kopalnię ropy naftowej w Słobodzie Rungurskiej. Dowiercił się dużych, jak na tamte czasy, ilości ropy naftowej. Słoboda stała się wkrótce największą kopalnią ropy w Galicji. W 1880 założył w Słobodzie pierwszą w Galicji fabrykę maszyn górniczych, a w 1881 założył Pierwsze Towarzystwo Eksploatacji Nafty i Wosku Ziemnego w Słobodzie. W 1883 wybudował w Peczeniżynie najnowocześniejszą wówczas i największą rafinerię. W 1886 zbudował linię kolejową Peczeniżyn – Kołomyja oraz rurociąg naftowy Słoboda Rungurska–Peczeniżyn. Niestety, w 1887 został wyrugowany ze wszystkich tych interesów przez wspólników.
Nie zrezygnował jednak z dalszej rozbudowy przemysłu naftowego. W latach 1887–1889 miał niewielkie kopalnie w Równem i Wietrznie w powiecie krośnieńskim. W 1889 założył kopalnię w Kosmaczu, powiat Kosów. W latach 1889–1894 posiadał też niewielką kopalnię w Siarach pod Gorlicami. W Rypnem, w powiecie Dolina, miał ze wspólnikami dwie kopalnie. W latach 1894–1896 był właścicielem kopalni w Synowódzku Wyżnym, w powiecie Stryj, a w 1896 założył kopalnię w Grąziowej, powiat Stary Sambor. W 1888 rozbudował małą kopalnię w Schodnicy pod Borysławiem. Wkrótce produkcja tej kopalni przekroczyła ówczesną wydajność Borysławia i innych ośrodków w Galicji. Uruchomił też ze wspólnikiem rurociąg ropny ze Schodnicy, początkowo do Maźnicy, potem do Borysławia. Niestety, i tym razem w wyniku problemów finansowych stracił w 1894 Schodnicę, tuż przed dowierceniem rekordowego odwiertu. Schodnica okazała się bardzo ropodajna i była długi czas ważnym ośrodkiem przemysłu naftowego. Po tym niepowodzeniu Szczepanowski przestał się liczyć jako przedsiębiorca naftowy, odsprzedając też wkrótce pozostałe kopalnie naftowe.
Trzeźwy entuzjasta, rzecznik uprzemysłowienia Galicji. W 1889 założył Galicyjskie Towarzystwo Akcyjne dla Przemysłu Naftowego; był współzałożycielem Towarzystwa Szkoły Ludowej.
Nazywany był romantykiem pozytywizmu. Pisali o nim: Bolesław Prus, Henryk Sienkiewicz, Ignacy Sewer-Maciejowski (był bohaterem dwóch powieści: Nafta i Ponad siły), jemu dedykował Filozofię romantyzmu polskiego Stanisław Brzozowski.
Był ideologiem młodzieży w preharcerskich latach. Jego idee odrodzenia narodowego niezwykle silnie oddziaływały na młodzież (m.in. Eleusis, w tym Andrzej Małkowski), która realizowała je w skautingu, Legionach Polskich, harcerstwie.

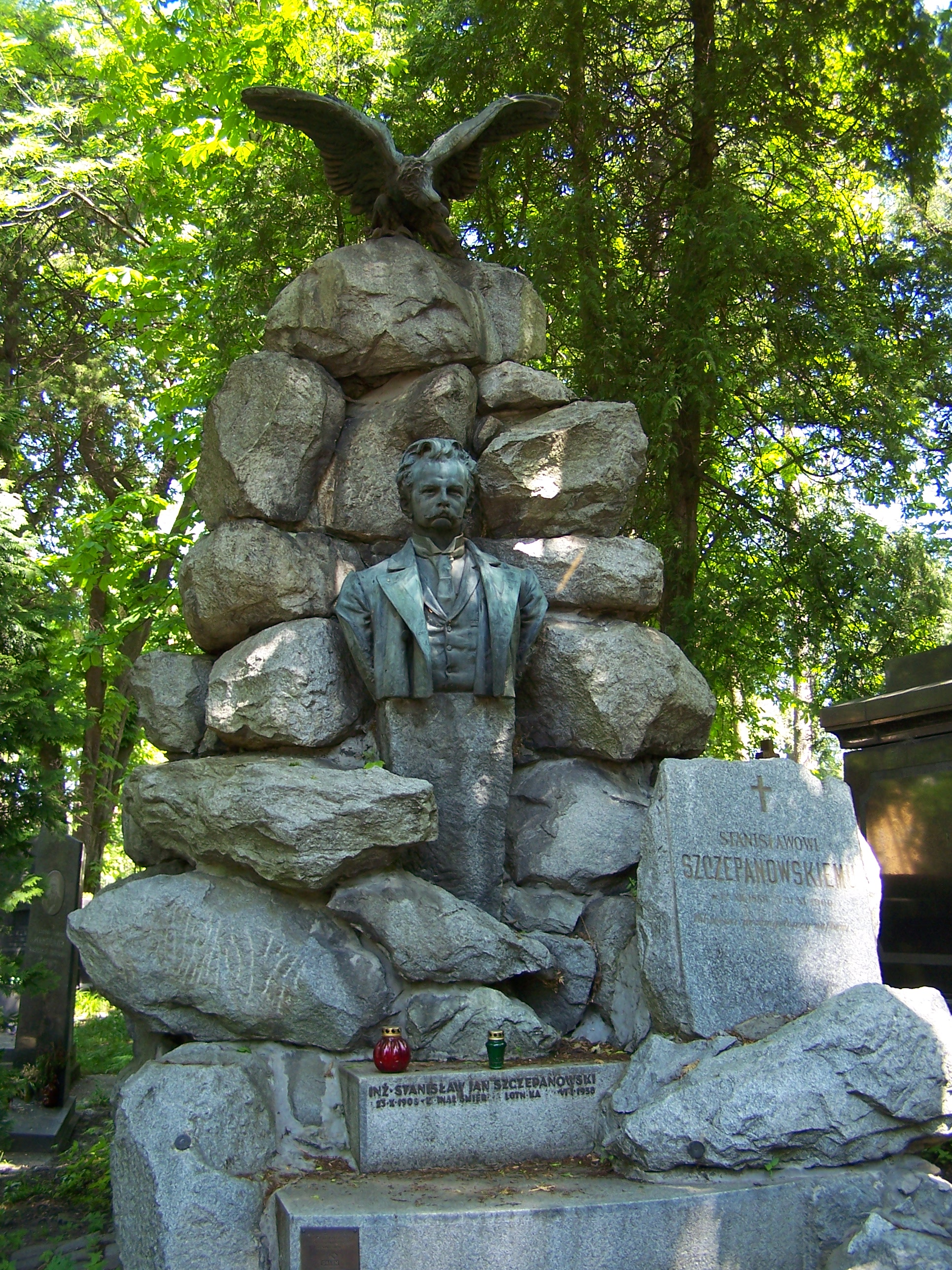
Grób Stanisława Szczepanowskiego

Zmarł w Nauheim, gdzie został pierwotnie pochowany. Staraniem towarzystw naftowych jego prochy zostały przeniesione i pochowane na Cmentarzu Łyczakowskim we Lwowie.
Był autorem dzieła Nędza Galicji w cyfrach i program energicznego rozwoju gospodarstwa krajowego (1888), studiowanego przez młodego Stefana Żeromskiego.
W 1881 ożenił się z Heleną z Wolskich, z którą miał dwóch synów: Witolda i Stanisława Wiktora oraz cztery córki: Florę, Zofię Helenę Antoninę,  Eleonorę i Wandę.

## Publikacje
- Idea polska wobec prądów kosmopolitycznych (1901)
- Nędza Galicji w cyfrach i program energicznego rozwoju gospodarstwa krajowego (1888) (w wersji cyfrowej w Podlaskiej Bibliotece Cyfrowej)
- Myśli o odrodzeniu narodowem
- Nafta i praca – złoto i błoto  (1886)
- Nowoczesne granice naturalne Polski
- O polskich tradycyach w wychowaniu (1912)
- Widoki i drogi rozwoju gospodarczego ziem Polski